# Schijen (Schwyzer Alpen, 2259 m)
Der Schijen (veraltet Scheye)) ist ein Berg in den Schwyzer Alpen im Kanton Glarus.
Er ist 2259 m ü. M. hoch und liegt zwischen dem Oberseetal im Norden und dem Klöntal im Süden. Über seinen Gipfel verläuft die Grenze zwischen den Gemeinden Glarus Nord und Glarus.

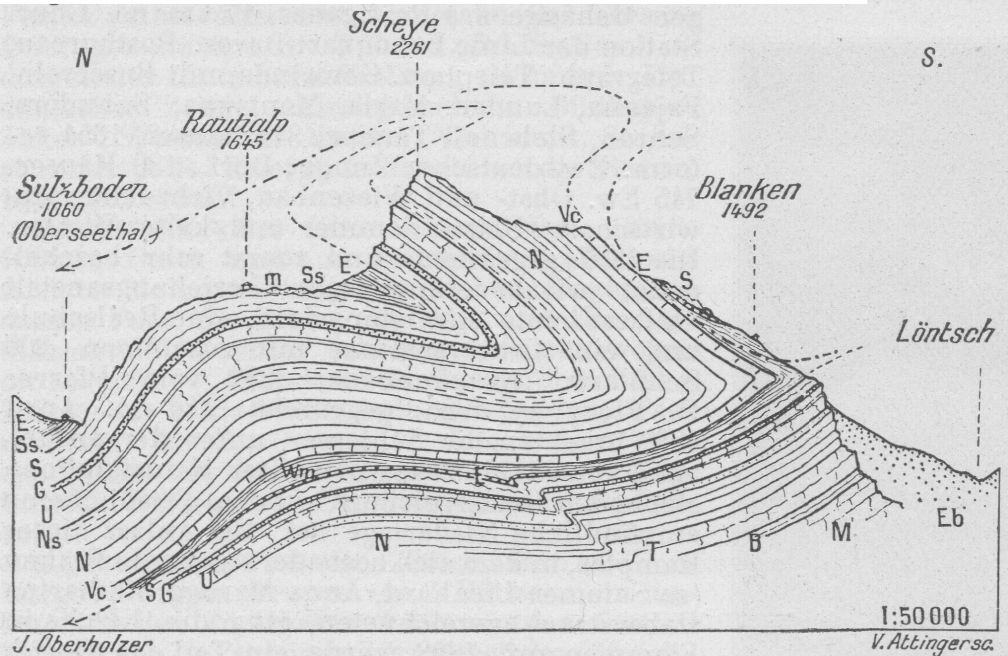
Geologisches Querprofil

Einen Berg gleichen Namens ebenfalls in den Schwyzer Alpen gibt es auf der Grenze zu den Kantonen Schwyz und Uri.